# Frösve distrikt
Frösve distrikt är ett distrikt i Skövde kommun och Västra Götalands län. 
Distriktet ligger norr om Skövde. 

## Tidigare administrativ tillhörighet
Distriktet inrättades 2016 och utgörs av socknen Frösve i Skövde kommun.
Området motsvarar den omfattning Frösve församling hade vid årsskiftet 1999/2000.